# 首都圏整備法
首都圏整備法（しゅとけんせいびほう、昭和31年4月26日法律第83号）は、首都圏の整備に関する総合的な計画を策定し、その実施を推進することにより「日本の政治、経済、文化等の中心としてふさわしい首都圏の建設とその秩序ある発展を図る」ことに関する日本の法律である。
所管官庁は、国土交通省国土政策局広域地方政策課で、総務省自治行政局行政課大都市制度専門官および東京都都市整備局広域調整課など関係各都県、政令指定都市と連携して執行する。
また、この法律に基づく政令として、「首都圏整備法施行令」が定められている。

## 構成
- 第一章：総則（第1条・第2条）
- 第二章：国土審議会の調査審議等（第3条 - 第20条、なお第3条 - 第17条と第19条・第20条は削除
- 第三章：首都圏整備計画（第21条 - 第23条）
- 第四章：首都圏整備計画の実施（第24条 - 第33条、なお第27条は削除）
- 附則

## 首都圏の定義
この法律では、第二条（定義）において、この法律における首都圏を定義している。すなわち、『この法律で「首都圏」とは、東京都の区域及び政令で定めるその周辺の地域を一体とした広域をいう。』としている。
さらに、首都圏整備法第二条でいう『政令』について、『内閣は、首都圏整備法 （昭和三十一年法律第八十三号）の規定に基きこの政令を制定する。』として『首都圏整備法施行令』を定め、その第一条（東京都の区域の周辺の地域）において『首都圏整備法 （以下「法」という。）第二条第一項の政令で定めるその周辺の地域は、神奈川県、千葉県、埼玉県、茨城県、栃木県、群馬県及び山梨県の区域とする。』と定めている。
これをもって、首都圏整備法における『首都圏』が定義されている。